# Cabo Errera
O Cabo Errera (64° 55′ S, 63° 37′ O) é um cabo que forma a ponta sudoeste da Ilha Wiencke, no Arquipélago Palmer. Ele foi descoberto pela Expedição Antártica Belga sob Gerlache, 1897–99, nomeado pelo líder da expedição em homenagem a Leo Errera, Paul Errera, e Madame M. Errera, que contribuíram com a expedição.